# 陳澂
陳澂（?—?），贵州平壩人，清朝官员，同進士出身。陳法弟。
乾隆二年（1737年）清高宗登極丁巳恩科進士，三甲一百八十一名，官江蘇溧水县知縣。